# Státní bezpečnost
La Seguridad del Estado (en checo: Státní bezpečnost, en eslovaco: Štátna bezpečnosť), abreviado StB o ŠtB, fue un servicio secreto de policía de la antigua Checoslovaquia que operó desde 1945 hasta su disolución en 1990, después de la Revolución de Terciopelo. Durante ese período sirvió como organismo de inteligencia y contrainteligencia, además de ocuparse de toda actividad que pudiera ser considerada anticomunista.

## Historia

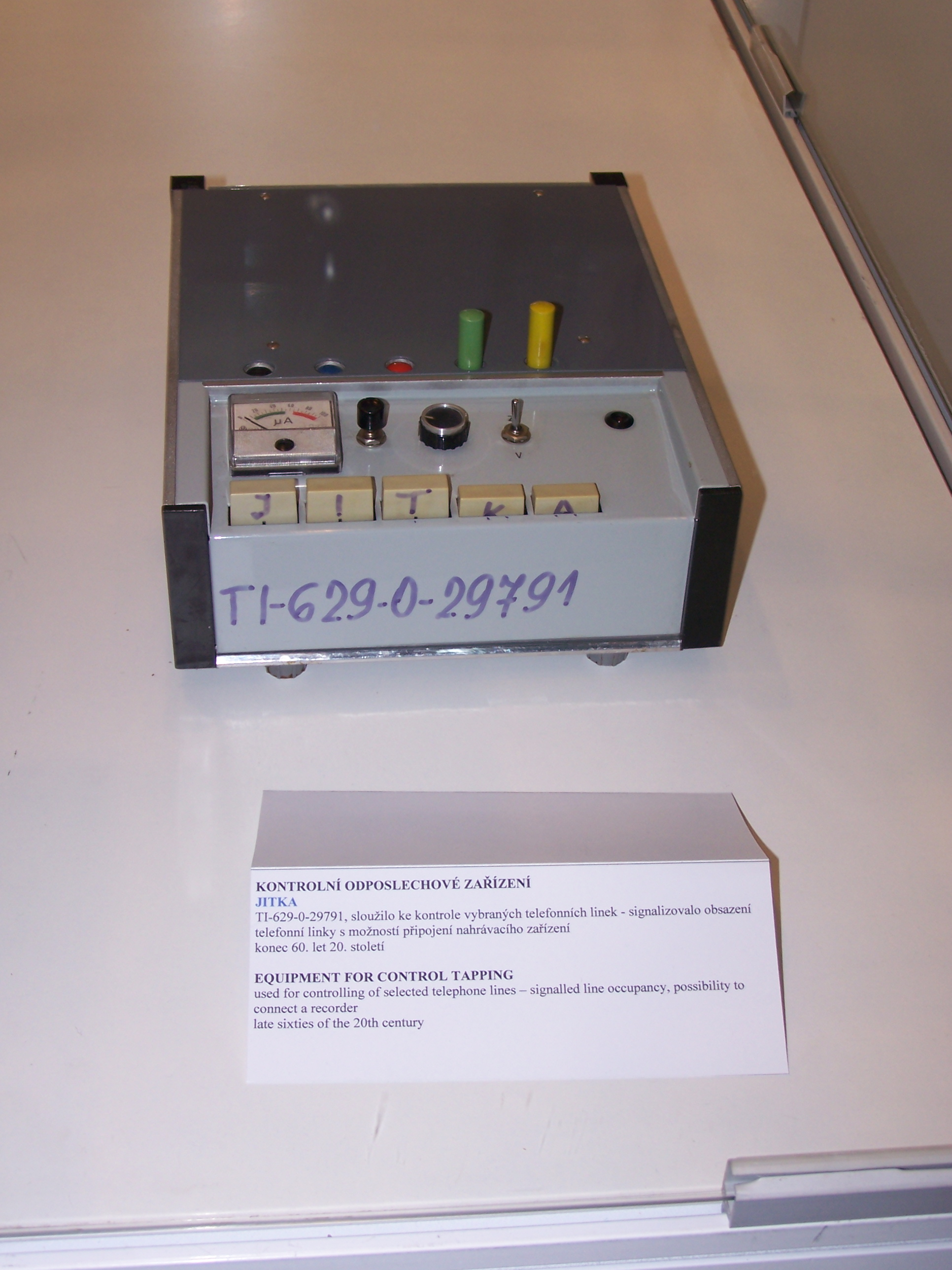
Dispositivo de control de línea telefónica "Jitka", usado a finales de los 1960s por la StB checa para señalar el uso de una línea y conectar un grabador

La organización fue creada el 30 de junio de 1945 por el Partido Comunista de Checoslovaquia. Los comunistas usaron el StB como instrumento de poder y represión: la StB espió e intimidó a opositores políticos del Partido y forjó pruebas falsas contra ellos, lo que facilitó que los comunistas llegasen al poder en 1948. Aun así, antes de que Checoslovaquia se convirtiese en un estado comunista en 1948, el StB forzó confesiones por medio de torturas, incluyendo el uso de drogas, extorsión y secuestro. Tras el golpe de Estado de 1948, estas prácticas se desarrollaron bajo la tutela de los asesores soviéticos. Otras prácticas comunes eran las escuchas telefónicas, la observación permanente de los apartamentos, intercepción y lectura del correo, registros domiciliarios, vigilancia, detenciones y acusaciones por la llamada "subversión de la república".

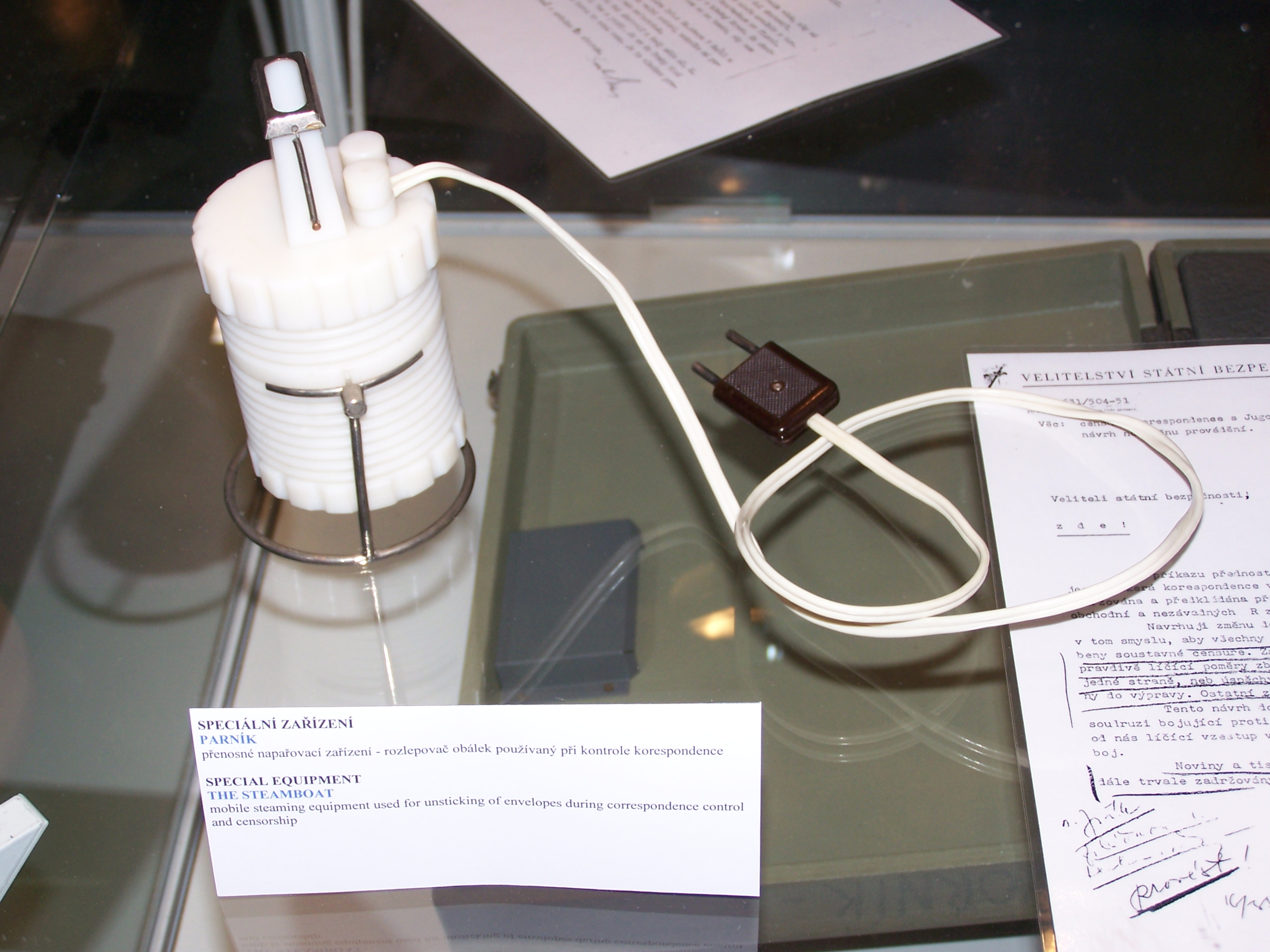
Abridor de sobres con vapor.

El papel del StB en la caída del régimen en 1989 es todavía incierto. El asesinato de un estudiante por la policía en la lucha contra una manifestación pacífica en noviembre de 1989 fue el catalizador para un apoyo público más amplio y más manifestaciones, lo que llevó a la caída del régimen comunista. El StB habría utilizado al agente Ludvík Zifčák como el estudiante muerto Martin Šmíd. Esto se basó principalmente en el testimonio de Zifčák. Sin embargo, en 1992, la comisión parlamentaria de Checoslovaquia para la investigación de los hechos del 17 de noviembre de 1989 descartó esta versión, afirmando que "el papel del ex teniente del StB L. Zifčák fue sólo marginal, sin ninguna conexión con los eventos críticos y sin ningún tipo de esfuerzo activo por influir en estos eventos. La investigación de las circunstancias relacionadas ha demostrado indiscutiblemente que el testimonio de L. Zifčák atribuye un papel clave en los acontecimientos de noviembre a sí mismo basado en hechos, los cuales son técnicamente posibles y factibles, o contradicen acciones de personas mencionadas por él, que pretendía objetivos completamente diferentes".
La Seguridad del Estado se disolvió el 1 de febrero de 1990. La agencia de inteligencia actual de la República Checa es el Servicio de Seguridad de la Información, aunque no es el sucesor del StB. Los antiguos socios de la StB tienen terminantemente prohibido realizar ciertos trabajos como legisladores o policías.
La Ley sobre la ilegalidad del régimen comunista y la resistencia contra él asegura que el StB, como una organización basada en la ideología del Partido Comunista, fue "dirigido a suprimir los derechos humanos y la democracia a través de sus actividades", basada en una ideología criminal.

## Miembros notables
- Alfred Frenzel, infiltrado en Alemania Federal durante la década de 1950.
- Karl Koecher, infiltrado en la CIA durante la década de 1970.
- Andrej Babiš, que cooperaba con el StB antes de 1989 y que se convirtió en primer ministro de la República Checa tras las elecciones parlamentarias de 2017.[5]
- Josef Frolik, que escapó a Occidente en la década de 1960.
- Pavel Minařík, infiltrado en la sede de Radio Liberty en Múnich y planeó un ataque con bomba.[6]
- Vivian Trías, profesor, historiador y político uruguayo, fue espía del STB en Uruguay.[7]
- Amílcar Cabral, líder independentista de Guinea-Bissau y Cabo Verde.[8]
- Mehdi Ben Barka, político marroquí, jefe de la Unión Nacional de Fuerzas Populares (UNPF) y secretario de la Conferencia Tricontinental.[9]
- Luis Sicilia, periodista argentino que espió al presidente de Argentina, Carlos Menem.[10]